# Blockführer
Blockführer era o funcție pe care cadrele paramilitare (din partea SS-Totenkopfverbände) cu gradul de Unterscharführer sau Scharführer o ocupau în lagărele de prizonieri. Aceasta consta în administrarea (conducerea) unei cazărmi.

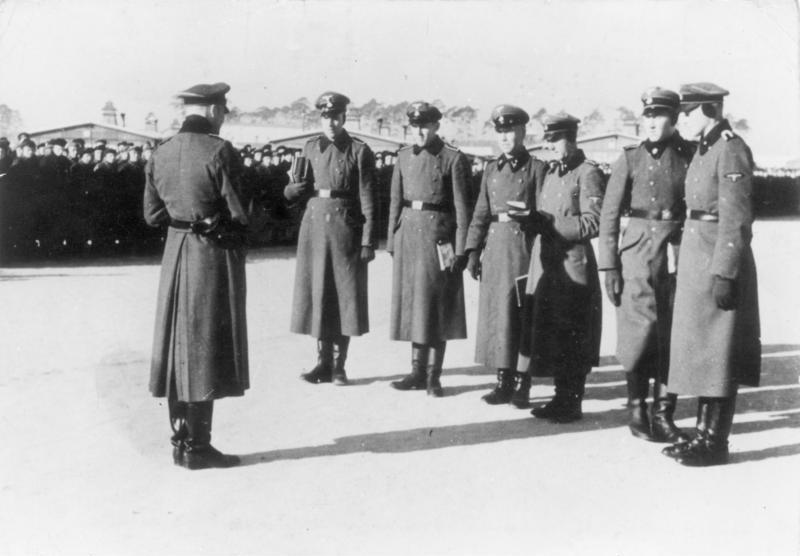
Rapportführer Campe împreună cu șase Blockführeri, Lagărul Sachsenhausen, 1936.